# توماس فورست كيلي
توماس فورست كيلي (بالإنجليزية: Thomas Forrest Kelly)‏ هو عالم موسيقى أمريكي، ولد في 1943.